# Выборы губернатора Саратовской области (2022)
Выборы губернатора Саратовской области 2022 года прошли с 9 по 11 сентября.

## Предшествующие события
10 мая 2022 года губернатор Саратовской области Валерий Радаев сообщил о том, что обратился к президенту России Владимиру Путину с просьбой о досрочной отставке, и глава государства принял её. Временно исполняющим обязанности губернатора области был назначен председатель правительства Саратовской области Роман Бусаргин.

## Ход выборов
27 июля 2022 года избирательная комиссия Саратовской области зарегистрировала первого кандидата на пост главы региона — врио губернатора Романа Бусаргина. Он выдвинулся от партии «Единая Россия». Также кандидатами для участия в выборах главы региона были зарегистрированы: Ольга Алимова, член ЦК КПРФ и депутат Госдумы РФ от партии КПРФ; Александр Ванцов, пенсионер — «Родина»; Дмитрий Пьяных, помощник депутата Госдумы РФ Бориса Пайкина — ЛДПР; Артём Чеботарёв, инструктор-методист спортивной школы олимпийского резерва по боксу — «Справедливая Россия — Патриоты — За правду». Игорю Калганову, кандидату от «Партии Возрождения России», было отказано в регистрации из-за недостаточного количества достоверных подписей.

## Результаты выборов
На выборах губернатора Саратовской области 2022 проголосовали 53,73 % избирателей — 988,9 тыс. человек. За их ходом следили около 6000 наблюдателей от Общественной палаты. Победу с результатом 72,55 % одержал врио главы региона, кандидат от «Единой России» Роман Бусаргин. Второе место завоевала Ольга Алимова, набравшая 14,19 %. голосов; третье — Артём Чеботарёв с 5,73 %; четвёртое — Дмитрий Пьяных с 4,5 %; пятое — Александр Ванцов, получивший 2,1 % голосов избирателей.
| Место | Место | Кандидат         | Голосов | %     |
| ----- | ----- | ---------------- | ------- | ----- |
|       | 1.    | Роман Бусаргин   | 716 974 | 72,55 |
|       | 2.    | Ольга Алимова    | 140 198 | 14,19 |
|       | 3.    | Артём Чеботарёв  | 56 606  | 5,73  |
|       | 4.    | Дмитрий Пьяных   | 20 773  | 6,13  |
|       | 5.    | Александр Ванцов | 44 617  | 4,52  |